# Nowy Gołębiew
Nowy Gołębiew (prononciation [ˈnɔvɨ ɡɔˈwɛmbjɛf]) est un village de la gmina de Kutno, du powiat de Kutno, dans la voïvodie de Łódź, situé dans le centre de la Pologne.
Il se situe à environ 4 kilomètres au nord de Kutno (siège de la gmina et du powiat) et 54 kilomètres au nord de Łódź (capitale de la voïvodie).
Sa population s'élevait approximativement à 720 habitants en 2006.

## Administration
De 1975 à 1998, le village était attaché administrativement à l'ancienne voïvodie de Płock.

Depuis 1999, il fait partie de la nouvelle voïvodie de Łódź.